# La Ferme aux Crocodiles

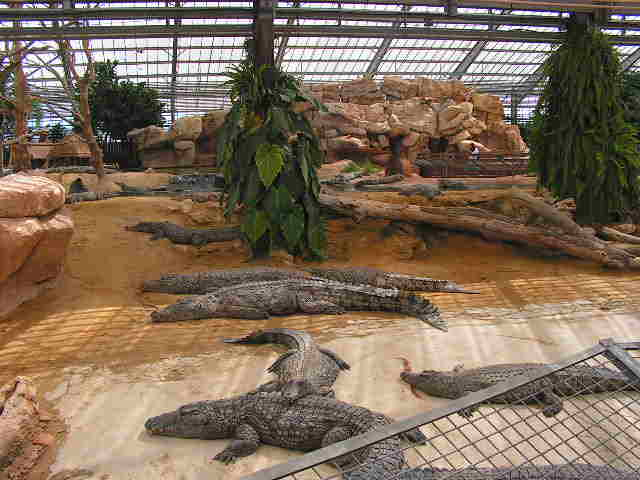
La Ferme aux Crocodiles

La Ferme aux Crocodiles is een dierentuin met een groot overdekt verblijf waarin vele honderden krokodillen verblijven. De krokodillendierentuin is gelegen in Pierrelatte een stad in het zuiden van Frankrijk. Naast de krokodillen zijn er ook schildpadden en vogels te bekijken.